# Đường hầm Ovčiarsko
Đường hầm Ovčiarsko (tiếng Slovakia: Tunel Ovčiarsko) là một đường hầm đường cao tốc hai ống nằm trên đoạn giữa Hričovské Podhradie và Lietavská Lúčka của đường cao tốc D1 ở Slovakia. Chiều dài của đường hầm này là 2.360 mét. Đường hầm Ovčiarsko là một phần của đường tránh Žilina.

## Lịch sử
Việc xây dựng đường hầm này bắt đầu với việc đào một đường hầm thăm dò vào năm 1996. Hầm đường hầm được đào vào tháng 4 năm 1998. Tuy nhiên, việc xây dựng thêm đã bị hoãn lại trong một thời gian dài.
Hợp đồng thi công đường hầm Ovčiarsko được ký kết vào ngày 9 tháng 12 năm 2013, và việc xây dựng đường hầm chính thức bắt đầu vào ngày 20 tháng 2 một năm sau đó. Nghi thức bắt đầu đào hầm với việc đặt một bức tượng của Thánh Barbora diễn ra vào ngày 12 tháng 9 năm 2014 tại cổng phía tây. Ống hầm phía bắc được thông xe vào ngày 29 tháng 4 năm 2016, và ống hầm phía nam được thông xe vào ngày 12 tháng 7 năm 2016. Theo hợp đồng, đường hầm sẽ được thông xe toàn bộ vào năm 2018, nhưng điều này đã không xảy ra do tiến độ thi công quá chậm. Ngày thông xe mới được dời đến tháng 12 năm 2019, nhưng mục tiêu này cũng không đạt được. Toàn bộ đường hầm được bàn giao đưa vào sử dụng vào ngày 29 tháng 1 năm 2021.